# Pristomyrmex inermis
Pristomyrmex inermis é uma espécie de formiga do gênero Pristomyrmex, pertencente à subfamília Myrmicinae.